# Winter-Universiade 2019/Curling
Bei der Winter-Universiade 2019 wurden zwei Curlingturniere ausgetragen.

## Bilanz

### Medaillenspiegel
| Platz  | Land           | Gold | Silber | Bronze | Gesamt |
| ------ | -------------- | ---- | ------ | ------ | ------ |
| 1      | Norwegen       | 1    | –      | –      | 1      |
| 1      | Schweden       | 1    | –      | –      | 1      |
| 3      | Kanada         | –    | 1      | –      | 1      |
| 3      | Südkorea       | –    | 1      | –      | 1      |
| 5      | Großbritannien | –    | –      | 1      | 1      |
| 5      | Russland       | –    | –      | 1      | 1      |
| Gesamt | Gesamt         | 2    | 2      | 2      | 6      |

### Medaillengewinner
| Disziplin | Gold                                                                   | Silber                                                            | Bronze                                                                                         |
| --------- | ---------------------------------------------------------------------- | ----------------------------------------------------------------- | ---------------------------------------------------------------------------------------------- |
| Männer    | NorwegenMagnus Ramsfjell Martin Sesaker Bendik Ramsfjell Gaute Nepstad | KanadaKarsten Sturmay Tristan Steinke Chris Kennedy Glenn Venance | GroßbritannienRoss Whyte Duncan McFadzean Ryan McCormack Robin McCall Luke Carson              |
| Frauen    | SchwedenIsabella Wranå Jennie Wåhlin Almida de Val Fanny Sjöberg       | SüdkoreaKim Min-ji Kim Hye-rin Yang Tae-i Kim Su-jin              | RusslandMarija Komarowa Uljana Wassiljewa Anastasia Danshina Jekaterina Kusmina Anna Wenewzewa |